# Іктісад
Іктіса́д (рос. Иктисад, башк. Иҡтисад) — присілок у складі Гафурійського району Башкортостану, Росія. Входить до складу Утяковської сільської ради.
Населення — 7 осіб (2010; 7 в 2002).
Національний склад:
- башкири — 100%